# O Imperador de Paris
O Imperador de Paris (em francês:  L'Empereur de Paris) é um filme histórico francês dirigido por Jean-François Richet e lançado em 2018. A história relata as aventuras de Vidocq, interpretado por Vincent Cassel, na Paris do Primeiro Império.

## Sinopse

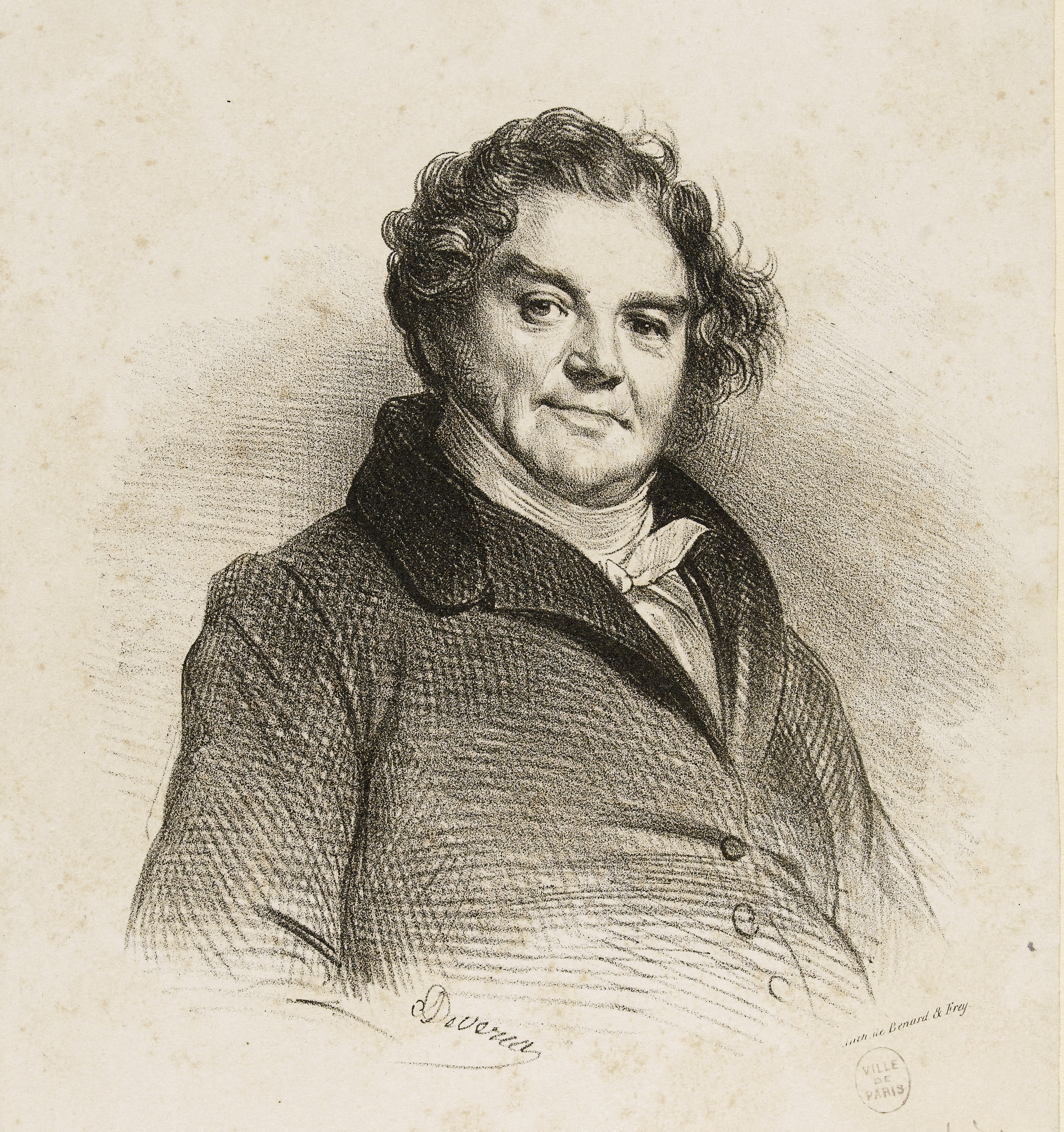
Retrato de Eugène-François Vidocq, aqui com 61 anos, de Achille Devéria.

Em 1805, Eugène-François Vidocq, uma lenda do submundo parisiense por suas múltiplas fugas, foi preso novamente em uma colônia penal flutuante. Ele desapareceu por anos após outra fuga, antes de reaparecer disfarçado de comerciante de tecidos. Logo envolvido com seu passado, ele é acusado por dois bandidos de um crime que ele diz não ter cometido e é preso pela polícia. Este é o início de uma longa luta pela sua reabilitação, durante a qual coloca o seu conhecimento do ambiente criminal ao serviço da "brigada de segurança" de Paris com um pequeno grupo de párias e marginais cujo papel é se infiltrar no crime organizado. Devido aos seus resultados excepcionais, ele atrai a ira da polícia tradicional, bem como do submundo, que coloca uma recompensa por sua cabeça.

## Elenco
Segue abaixo a tabela do elenco:
| Ator                 | Personagem                 | Detalhes             |
| -------------------- | -------------------------- | -------------------- |
| Vincent Cassel       | Eugène-François Vidocq     |                      |
| Patrick Chesnais     | Henry                      |                      |
| August Diehl         | Nathanaël de Wenger        |                      |
| Olga Kurylenko       | Baronesa Roxane de Giverny |                      |
| Denis Lavant         | Maillard                   |                      |
| Freya Mavor          | Annette                    |                      |
| Denis Ménochet       | Dubillard                  |                      |
| Jérôme Pouly         | Courtaux                   |                      |
| James Thierrée       | Duque de Neufchâteau       | Um nobre da Vendéia. |
| Fabrice Luchini      | Joseph Fouché              |                      |
| Antoine Basler       | Perrin                     |                      |
| Nemo Schiffman       | Charles                    |                      |
| Thierry Nenez        | Um velho                   |                      |
| Vincent Schmitt      | Funcionário do necrotério  |                      |
| Maxime Lefrançois    | Farge                      |                      |
| Frédéric Fix         | Pélissier                  |                      |
| Hervé Masquelier     | Favre                      |                      |
| Fayçal Safi          | Mehmet                     |                      |
| Mark Schneider       | Napoleão Bonaparte         | Cameo                |
| Jean-François Richet | Marechal Michel Ney        | Cameo                |
| Antoine Lelandais    | Fleur d'épine              |                      |
| Jérôme Cachon        | Gendarme Bicêtre           |                      |
| François Girard      | Cavaleiro                  |                      |

## Produção

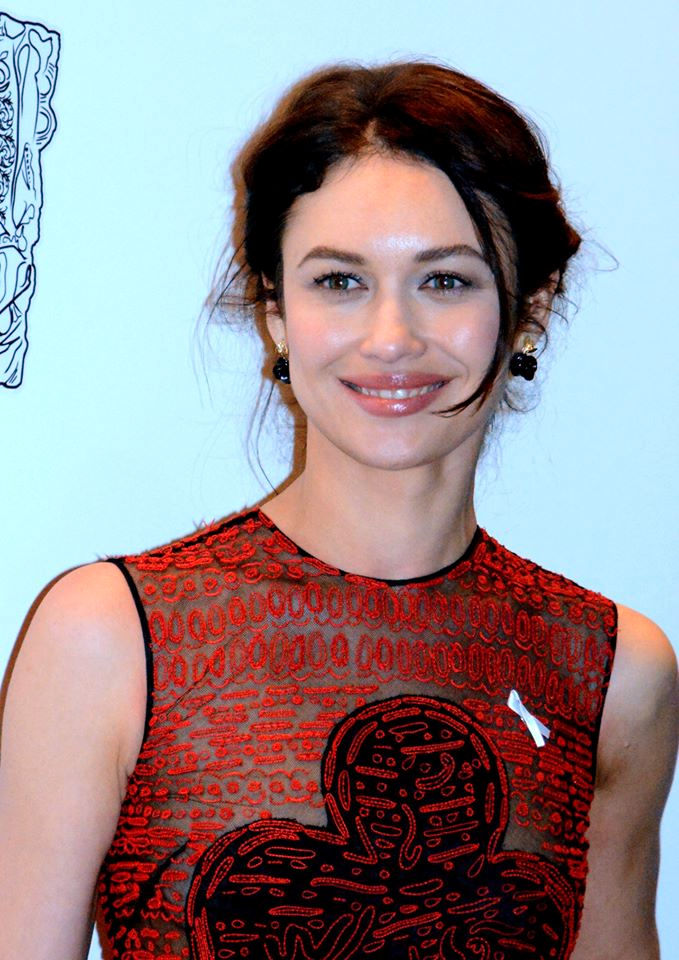
A atriz Olga Kurylenko, que interpreta a Baronesa Roxane de Giverny, no Césars 2018.

### Gênese e desenvolvimento
O projeto foi revelado em setembro de 2017 por Vincent Cassel durante uma entrevista onde ele explicou: "É uma história real. Ele é uma figura importante na cultura francesa, mesmo que não seja muito conhecido. Conta a história da França naquela época, o Primeiro Império, o pós-Revolução... Como você alinha Paris... Napoleão era o imperador de seu Império, mas não era o Imperador de Paris. É por isso que o filme leva esse nome, em referência a Vidocq."
Vincent Cassel se reencontra com o diretor Jean-François Richet, após o díptico O Instinto de Morte / O Inimigo Público nº 1 (2008) e Um Momento de Perdição (2015). Ambos, no entanto, haviam considerado, em 2011, fazer um díptico sobre La Fayette, próximo ao período de O Imperador de Paris, mas o projeto não chegou a se concretizar.

### Filmagem
As filmagens começaram em 25 de setembro de 2017. Entre 19 de outubro e 10 de novembro de 2017, as cenas seriam filmadas em "La Base", a antiga base aérea 217 localizada perto de Brétigny-sur-Orge e Le Plessis-Pâté, em Essonne. A produção também foi estabelecida nos castelos de Vaux-le-Vicomte e Fontainebleau em Seine-et-Marne bem como na catedral de Saint-Maclou em Pontoise.

Para os propósitos do filme, Vincent Cassel ganhou 15 quilos durante o verão de 2017. Em 17 de dezembro de 2018, no Europe 1, ele declarou que havia "comido muito e forçado a barra" porque era muito "magro" para o personagem de Vidocq, que era um homem bastante imponente. Já no Europe 1, em 16 de dezembro de 2018, Jean-François Richet havia indicado que Cassel havia engordado "15 ou 20 quilos" a seu pedido, pois já havia lhe pedido para as filmagens do díptico de Mesrine em 2007. Sobre o seu elenco de atores (Cassel, Chesnais, Luchini), o diretor admite que "às vezes consegue ser um espectador quando [eu] os dirijo".

### Pós-produção
Para os efeitos visuais, Jean-François Richet chamou Alain Carsoux, que dirigiu a criação dos efeitos visuais para O Instinto Assassino e Inimigo Público nº 1. O filme contém aproximadamente 450 tomadas envolvendo efeitos visuais. Os efeitos especiais digitais incluem a adição de andares superiores de edifícios e ruas aos cenários construídos na Base Aérea 217, que consistiam apenas de andares térreos. O filme mostra reconstruções de Paris no início do século XIX, algumas décadas antes das transformações haussmannianas, e termina com um plano geral que mostra o Palácio das Tulherias com, ao fundo, o Jardim das Tulherias, o Arco do Triunfo, a Rua de Rivoli em construção e as margens do Sena.

## Recepção

### Festival e lançamento
Em 3 de novembro de 2018, uma exibição de estreia mundial ocorreu durante o Festival de Cinema de Arras de 2018, na cidade natal de Vidocq, com a presença de Vincent Cassel e Jean-François Richet. Na ocasião, a prefeitura de Arras inaugurou uma rua chamada "Eugène-François Vidocq", com a placa descerrada pelo próprio Vincent Cassel.

### Recepção crítica
| Críticas profissionais | Críticas profissionais |
| Avaliações da crítica  | Avaliações da crítica  |
| Fonte                  | Avaliação              |
| ---------------------- | ---------------------- |

Na França, o site Allociné apresenta uma pontuação média de 2,9/5 na crítica de imprensa. Para o Le Point: "O belo filme de ação histórico de Jean-François Richet finalmente faz justiça ao famoso ex-presidiário que se tornou chefe de segurança de Bonaparte", enquanto a Première o descreve como "um filme sombrio e realista". O Ouest-France é muito mais misto: "Espetacular, sombrio, muitas vezes poderoso, às vezes desajeitado, O Imperador de Paris não consegue corresponder às suas próprias ambições."

### Bilheteria
- França: 813.978 ingressos[21]

Em fevereiro de 2019, o Le Film français revelou que, com base apenas na bilheteria francesa — portanto, sem levar em conta as vendas de vídeos, os direitos de transmissão televisiva e a bilheteria internacional — O Imperador de Paris não foi um filme lucrativo (lucratividade de apenas 12,82%) e não foi visto por espectadores suficientes para recuperar seu enorme orçamento.

## Prêmios e indicações
| Ano  | Festival | Categoria                | Indicado            | Resultado |
| ---- | -------- | ------------------------ | ------------------- | --------- |
| 2019 | César    | César de melhor figurino | Pierre-Yves Gayraud | Indicado  |
| 2019 | César    | César de melhor set      | Émile Ghigo         | Indicado  |